# Tipularia cunninghamii
Tipularia cunninghamii là một loài thực vật có hoa trong họ Lan. Loài này được (King & Prain) S.C.Chen, S.W.Gale & P.J.Cribb mô tả khoa học đầu tiên năm 2009.